# (20413) 1998 QY91
A (20413) 1998 QY91 a Naprendszer kisbolygóövében található aszteroida. A LINEAR projekt keretében fedezték fel 1998. augusztus 28-án.